# Klebende Hände
| Klebende Hände                                    | Klebende Hände |
| ------------------------------------------------- | -------------- |
| Klebende Hände im Wing Chun – mit beiden „Händen“ |                |
| Chinesische Sprache                               |                |
| Langzeichen                                       | 黐手           |
| Kurzzeichen                                       | 黐手           |
| Pinyin                                            | Chǐshǒu        |
| Jyutping                                          | Ci1sau2        |
| Yale                                              | Chī Sáu        |

Klebende Hände (chinesisch 黐手, Pinyin chǐshǒu, Jyutping ci1sau2, kantonesisch chi sao – „an den Händen und Armen (in Kontakt) haften bleiben“), japanisch Kakie, bezeichnet Partnerübungen chinesischer Kampfkünste, besonders essenziell im Wing Chun, aber auch in anderen Kung-Fu-Stilen oder einigen Stilen japanischer Kampfkünste – wie beispielsweise das Gōjū-Ryū-Karate – praktiziert werden. Dabei stehen sich die Partner gegenüber und drücken in einer kontinuierlichen Bewegungsschleife einander an den Armen, ohne den Kontakt zu verlieren. Es gibt dabei immer abwechselnd einen drückenden und einen empfangenden Partner. Die Übung ähnelt dem Tuishou der inneren Kampfkünste, wie z. B. im Taijiquan.

## Ausführung
Man folgt abwechselnd in direktem Kontakt den Arm- und Handbewegungen des Partners ohne eigene Aktion und unter geringer Kraftanwendung, erspürt die Bewegungen des Partners. In manchen Übungsinstanzen übt der jeweils „passive“ Partner überhaupt keine Gegenkraft aus. Es gibt zwei Ausführungsarten von Chi Sao: das „einhändige“ (單黐手 / 单黐手,  dān chǐshǒu, Jyutping daan1 ci1sau2) und das „zweihändige Chi Sou“ (雙黐手 / 双黐手,  shuāng chǐshǒu, Jyutping soeng1 ci1sau2).

### Kraftintensität
Die richtige Stärke des Kontakts ist sehr wichtig. Bei zu starkem Druck wird Energie verschwendet und der drückende Partner kann vom Empfangenden aus dem Gleichgewicht gebracht werden. Durch zu sanften Gegenkontakt (als empfangender Partner) würde man sich wegdrücken lassen. Die Kontaktart kann als anhaftend oder zuhörend beschrieben werden.

### Trainingsergebnis
Nach einigem Üben stellt sich in diesem Kontakt ein zunehmend sicheres Gefühl für die aktuelle Statik, Dynamik und den Tonus (Körperspannung) des Partners ein, das von der Qualität her mit dem Lage- und Gleichgewichtsempfinden für den eigenen Körper vergleichbar ist. Besonders intensiv ist dieses gefühlte Lauschen möglich mit der Außenseite der Unterarme.
In manchen (z. B. okinawischen) Schulen wird Kakie auch zur Abhärtung und als isometrisches Krafttraining eingesetzt.

### Ziel
Das Ziel ist, ein körperliches Gefühl für die Aktionen des Kampfpartners zu entwickeln und daraus Ansatzpunkte für eigene Aktionen zu finden. Aus dieser unmittelbaren Kenntnis heraus kann im Kampf eine Schwachstelle oder Blockade im Kraftfluss (Qi) des Partners erspürt und zu dessen Destabilisierung ausgenutzt werden. Besonders im Wing Chun liegt die primäre Funktion dieser Übung darin, Reflexe und die Fähigkeit, auf bestimmte Angriffe intuitiv zu reagieren, so weit zu schulen, dass zeitaufwändiges Planen der eigenen Handlungen überflüssig wird.

## Kakie im Goju-Ryu

### Anwendung als Technik
Kakie können in erweitertem Sinn als Grundlage der Nahdistanz in den Kampfkünsten oder unter Umständen auch als Nahkampf-Technik(en) aufgefasst und angewendet werden. Dabei wird beispielsweise nach einer Abwehr der Kontakt zum Arm des Partners aufrechterhalten, um in der beschriebenen Weise Absichten oder Fehler des Partners zu erspüren und eigene Aktionen einzuleiten. Insbesondere im Gōjū-Ryū Karate, aber auch in Schulen anderer Stile werden umfangreiche und vielschichtige Folgetechniken trainiert, wie Befreiungen gegen Haltegriffe (Kumi), Schlagtechniken (Atemi) auf kurze Distanz, Greif- und Drucktechniken (Tuite), Gelenkhebel (Kansetsu), Vitalpunktstimulationen (Kyūsho Jitsu) und viele weitere.

## Chi Sao im Wing Chun

### Rolle des Chi Sao
In fast allen Wing Chun Stilrichtungen spielt das Chi Sao als Übungsmethode eine essenzielle Rolle. Das Chi Sao wird von vielen Wing Chun Praktizierenden als „die Seele des Wing Chun“ bezeichnet.
„[…] Das Chi Sao Training, das zunächst in unmittelbarer Nähe und zunächst ohne Schrittbewegungen stattfindet, nimmt 70% des Wing Chun Trainings ein und ist nicht nur eine Übung von vielen.“- Zitat von K. R. Kernspecht

### Trainingsarten
Im Chi-Sao-Training überträgt man die in den klassischen Formen erlernten Techniken auf das Poon Sao (盤手 / 盘手,  pánshǒu, Jyutping pun4sau2 – „Rollende Arme“). In den meisten Wing-Chun-Stilen erfolgt das frei nach eigenem Ermessen durch den Lehrmeister bzw. Trainer.
Im Leung-Ting-WingTsun ist das Chi-Sao-Training in Partnerformen, sogenannte „Chi-Sao-Sektionen“, unterteilt. Die Sektionen wurden im Laufe der Zeit sowohl von ihrem Begründer Leung Ting als auch von seinen Schülern aus den verschiedensten Gründen umgeändert und modifiziert. Gegenwärtig gibt es im Leung Ting-WingTsun 19 Chi-Sao-Sektionen. Die ersten sieben Sektionen gehören zu den ersten beiden klassischen Formen, also der Siu nim tao und der Cham kiu. Die nächsten vier Sektionen kommen aus der Form Biu Tze. Die letzten acht Chi-Sao-Sektionen sind die sogenannten Holzpuppensektionen und kommen somit von der Form Mok yang jong.

### Chi Gerk
Chi Gerk (黐腳 / 黐脚,  chǐjiǎo, Jyutping ci1goek3 – „Klebende Beine, Klebende Füße“) ist eine weitere Trainingsmethode, die nach demselben Prinzip wie das Chi Sao funktioniert. Hier werden die Beine benutzt. Neben der Schulung der taktilen Reflexe und des Tastsinns der Beine werden beim Chi Gerk verschiedene Tritttechniken vermittelt. Auch das „Fegen“ und „aus-dem-Gleichgewicht-bringen“ werden trainiert.

## Anmerkung
Die in diesem Artikel benutzten Fachbegriffen stammen zum Großteil aus dem Kantonesischen, deren Begrifflichkeit sich nicht immer eins-zu-eins ins Standardchinesischen (Hochchinesisch) übertragen können und sich daher leicht variieren können. Die kantonesische Begriffe sind oft mittels Ad-hoc-Umschrift nach englischer Aussprache und Schreibkonvention transkribiert worden, da bis heute kein einheitliches Standardumschrift im Kantonesischen sich durchgesetzt hat. Im angelsächsischen Sprachraum hat das Yale-System eine starke Verbreitung gefunden, während das ebenso bekannte Jyutping-System dem deutschen Aussprache folgt.